# کول‌تپه ۴ هریس
کول‌تپه ۴ اسب فروشان مربوط به عصر مفرغ جدید - هزاره اول قبل از میلاد است و در شهرستان سرآب، بخش مرکزی، دهستان حومه، واقع در روستای اسب فروشان واقع شده و این اثر در تاریخ ۶ اسفند ۱۳۸۵ با شمارهٔ ثبت ۱۷۵۰۹ به‌عنوان یکی از آثار ملی ایران به ثبت رسیده‌است.